# L'ultimo buscadero
L'ultimo buscadero (Junior Bonner) è un film del 1972 diretto da Sam Peckinpah con Steve McQueen.